# Gawèye (Niamey)
Gawèye (auch: Gaoueye, Gawaye) ist ein Stadtviertel (französisch: quartier) im Arrondissement Niamey V der Stadt Niamey in Niger.

## Geographie

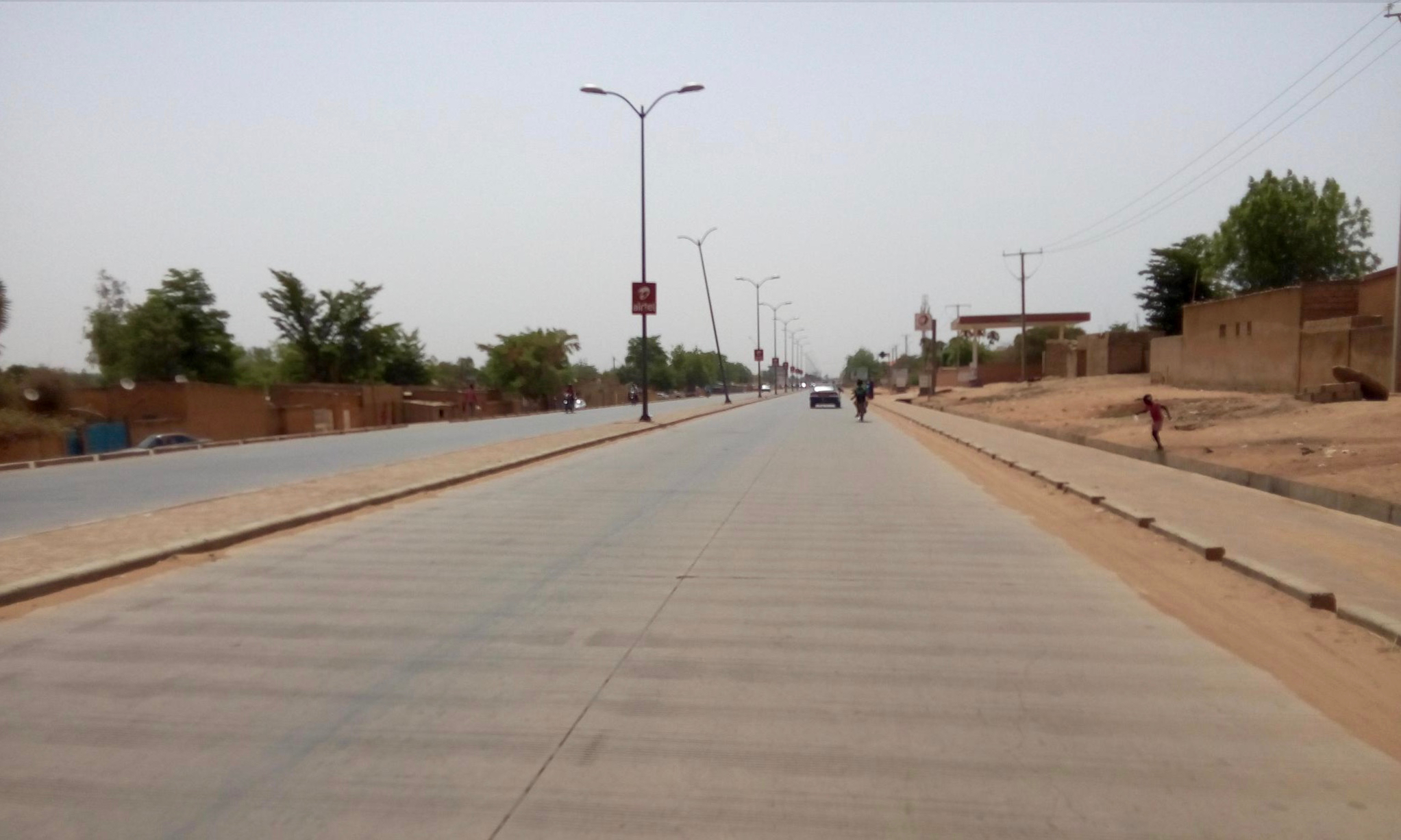
Boulevard du Developpement am nördlichen Rand von Gawèye (2018)

Das Stadtviertel grenzt im Osten und Süden an das Stadtviertel Kirkissoye und im Westen an das Stadtviertel Pont Kennedy. Nördlich von Gawèye liegt ein landwirtschaftlich genutztes Gebiet am Fluss Niger. Das Distriktkrankenhaus Gawèye bildet administrativ ein eigenes quartier. Gawèye erstreckt sich einschließlich des Krankenhausgeländes über eine Fläche von etwa 44,5 Hektar. Das Stadtviertel liegt auf einem Alluvialboden, der eine Einsickerung ermöglicht. Das Grundwasser ist gefährdet verunreinigt zu werden.
Das Standardschema für Straßennamen in Gawèye ist Rue KI 1, wobei auf das französische Rue für Straße das Kürzel KI für Kirkissoye und zuletzt eine Nummer folgt. Dies geht auf ein Projekt zur Straßenbenennung in Niamey aus dem Jahr 2002 zurück, bei dem die Stadt in 44 Zonen mit jeweils eigenen Buchstabenkürzeln eingeteilt wurde. Diese Zonen decken sich zumeist nicht mit den administrativen Grenzen der namensgebenden Stadtteile. So wird das Schema Rue KI 1 nicht nur in Kirkissoye selbst, sondern unter anderem auch in Gawèye angewendet.

## Geschichte

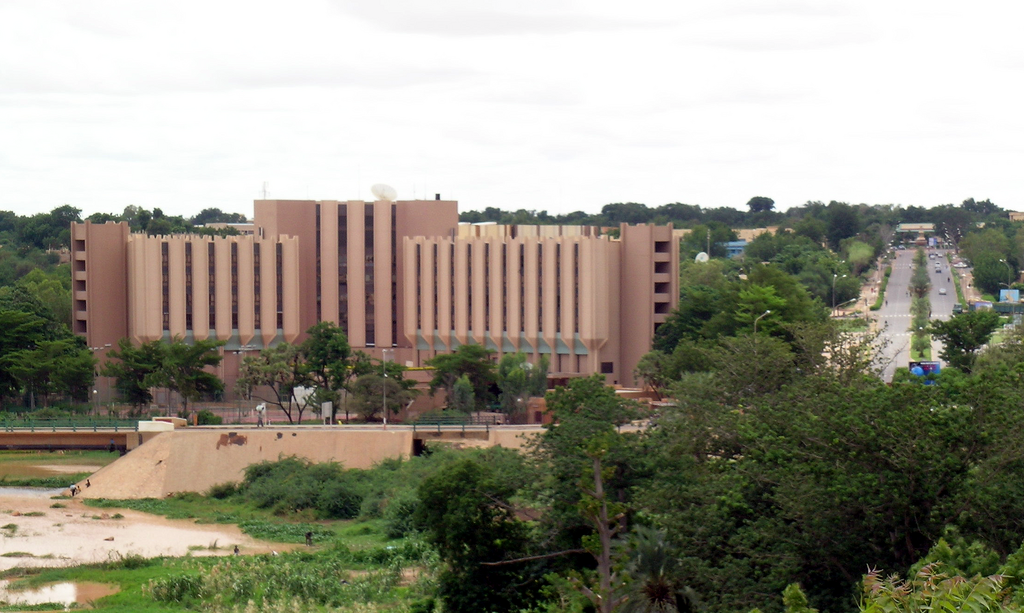
Hotel Gawèye am ursprünglichen Standort des Stadtviertels (2005)

Gawèye befand sich ursprünglich nicht am rechten, sondern am linken Ufer des Flusses Niger im Gebiet des späteren Stadtviertels Kombo am Trockental Gounti Yéna. Das Dorf Gawèye wurde im 19. Jahrhundert von Songhai und Kurtey aus Gao gegründet. Der Überlieferung nach ließ sich Anfang des 19. Jahrhunderts ein aus dem Norden stammender Songhai namens Daoudou in Gawèye nieder. Daoudou hatte drei Brüder, die sich in Brigambou, Gaya und Karey Kopto ansiedelten. Die Brüder und ihre Nachfahren kontrollierten damit wichtige strategische Punkte an einem langen Abschnitt des Flusses. Der Ortsname kommt aus der Sprache Songhai. Es gibt zwei mögliche Herleitungen: entweder von Gao oder vom Wort gaw, das „Jäger“ bedeutet. Die Siedlung war in den 1930er Jahren neben Kalley, Koira Tagui, Maourey und Zongo eines von damals fünf Stadtvierteln, aus denen sich das Anfang des 20. Jahrhunderts am linken Flussufer gegründete Niamey zusammensetzte.
Gawèye wurde 1979 an seinen heutigen Standort im Stadterweiterungsgebiet auf der rechten Seite des Flusses versetzt, wuchs dort jedoch in den folgenden Jahren weniger stark als andere Stadtteile von Niamey. Der Grund für die Versetzung lag darin, dass am alten Standort im Stadtzentrum staatlicherseits das internationale Hotel Gawèye, das Konferenzgebäude Palais des Congrès und das ONAREM-Gebäude erbaut wurden. In den 1980er Jahren waren Gawèye und das Nachbarviertel Pont Kennedy vorübergehend zu einem Stadtviertel fusioniert.

## Bevölkerung
Bei der Volkszählung 2012 hatte Gawèye 6956 Einwohner, die in 1200 Haushalten lebten. Bei der Volkszählung 2001 betrug die Einwohnerzahl 7166 in 1095 Haushalten und bei der Volkszählung 1988 belief sich die Einwohnerzahl auf 4273 in 756 Haushalten.

## Infrastruktur
In Gawèye gibt es mehrere Grundschulen. Die Mittelschule Collège d’enseignement général de Gawèye (CEG Gawèye) besteht seit dem Jahr 1992.